# Pieśń o Achillesie
Pieśń o Achillesie (ang. The Song of Achilles) – amerykańska powieść fantasy autorstwa Madeline Miller. Została wydana po raz pierwszy w 2011 nakładem Ecco Press. Historia osadzona jest w starożytnej Grecji i jest adaptacją Iliady Homera. Opowiedziana jest z perspektywy Patroklosa, który skupia się na jego romantycznej relacji z Achillesem od pierwszego spotkania, aż po wojnę trojańską. W 2012 została nagrodzona Orange Prize for Fiction. Książka była wydana dwukrotnie. Pierwsze wydanie nosiło tytuł Achilles. W pułapce przeznaczenia i ukazało się w 2014 nakładem Burda Publishing Polska. W 2021 ukazało się drugie wydanie pod tytułem bliższym oryginałowi nakładem wydawnictwa Albatros. Obydwa wydania tłumaczyła Urszula Szczepańska. Autorka pisała powieść przez 10 lat.